# Kärrlilja
Kärrlilja (Tofieldia calyculata) är en art i familjen kärrliljeväxter. 